# Leon Liekens
Leon Liekens (Heist-op-den-Berg, 10 juli 1927 - Lier, 16 mei 2004) was een Belgisch motorcrosser.

## Levensloop
Wiekevorstenaar Liekens begon zijn motorcross-carrière in 1947 als solo-crosser. In 1952 maakte hij de overstap naar de zijspancross, hoewel hij actief bleef in de 500cc klasse.
Hij werd twaalfmaal Belgisch kampioen zijspancross, daarnaast werd hij viermaal tweede en tweemaal derde op het BK. Bakkenisten waren onder meer Jos Verpoorten (1953-'56), Jean Van Tongelen (1959-'67) en Pierre Van Hoof (1967-'70).
Liekens overleed in het Heilig-Hartziekenhuis te Lier op 16 mei 2004. Zijn uitvaartplechtigheid vond plaats in de Sint-Jan de doperkerk te Wiekevorst.

## Palmares
- Belgisch kampioenschap: 1954, 1955, 1956, 1958, 1959, 1961, 1962, 1963, 1964, 1965, 1967 en 1968
- Belgisch kampioenschap: 1953, 1960, 1966 en 1969
- Belgisch kampioenschap: 1957 en 1970